# Rockefellerova komise

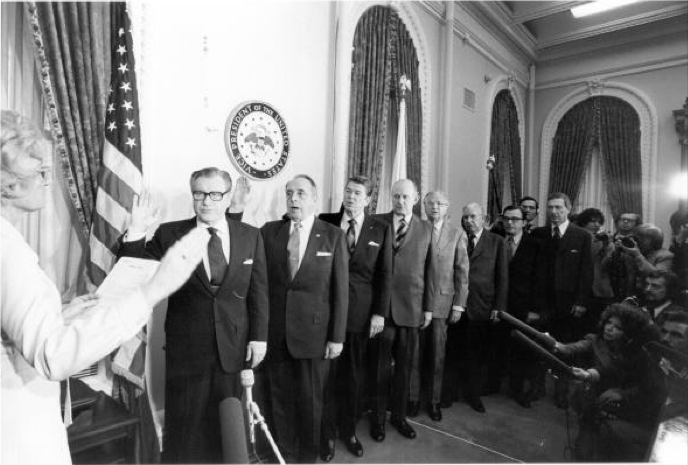
Přísaha členů Rockefellerovy komise, 1975

Komise prezidenta Spojených států, projednávající aktivity CIA na území Spojených států (někdy také Rockefellerova komise, podle viceprezidenta Nelsona Rockefellera, který ji vedl) byla založena prezidentem Geraldem Fordem v roce 1975. Měla za úkol prošetřit činnost CIA a jiných státních služeb.
Komise vznikla jako reakce na článek The New York Times ve kterém vyšlo najevo, že v šedesátých letech CIA prováděla nelegální činnost na území Spojených států, včetně pokusů na amerických občanech. Komise vystavila v roce 1975 jedinou zprávu. Objevilo se v ní, že CIA otevírala lidem soukromou poštu a sledovala disidenty. Došlo v ní také ke zveřejnění projektu MKUltra, který měl za úkol ovlivňovat mysl lidí.